# Löwenweg

Kennzeichnung Löwenweg X2

Der Löwenweg ist ein hessischer Fernwanderweg. Der Wanderweg ist mit dem weißen Andreaskreuz X als Wegzeichen, an Kreuzungspunkten um die Zahl 2 erweitert, gekennzeichnet. Der Name steht für den Löwen des Landeswappens von Hessen.

## Geschichte

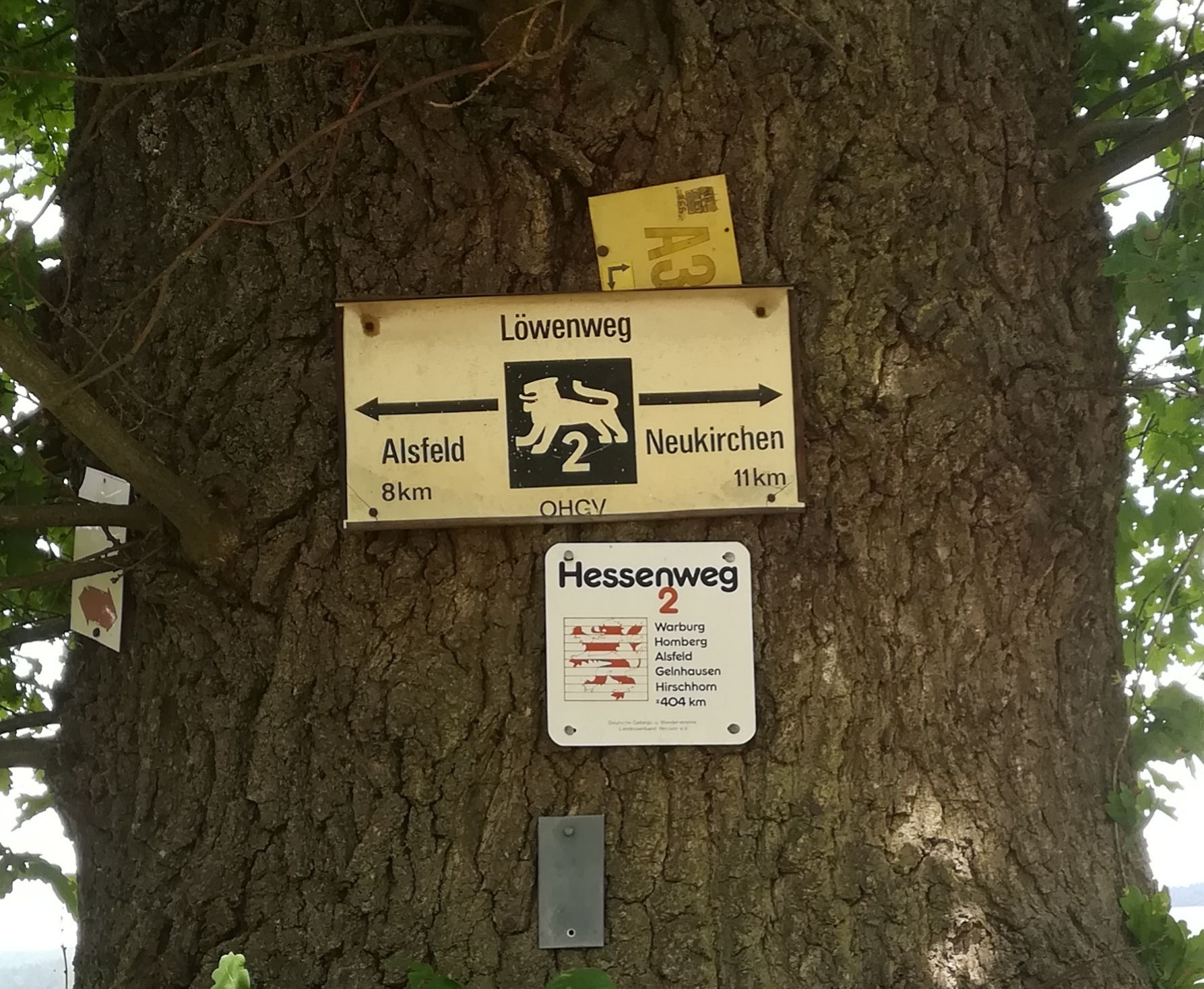
Alte Wegmarkierung Löwenwegzusammen mit Hessenweg 2

Der Löwenweg wurde in den 1930er Jahren vom westfälischen Warburg über Alsfeld, den Vogelsberg bis in den Spessart geplant, aber nur auf der 158 Kilometer langen nordhessischen Strecke bis Alsfeld umgesetzt. Er führt dabei als Kurhessische Durchgangswanderstrecke von der Diemel durch die Mittelgebirgslandschaften des Habichtswälder Berglands und des Knüllgebirges bis an den Oberlauf der Schwalm. Er wird durch den Hessisch-Waldeckischen Gebirgs- und Heimatverein (HWGHV) im Norden, den Knüllgebirgsverein und den Oberhessischen Gebirgsverein im Süden betreut.

## Verlauf des Löwenwegs
1. Etappe: Warburg – Kugelsburg – Niederelsungen, 21 km
2. Etappe: Niederelsungen – Zierenberg – Burghasungen, 21 km
3. Etappe: Burghasungen – Burgruine Falkenstein – Niedenstein, 17 km
4. Etappe: Niedenstein – Gudensberg – Felsberg, 19 km
5. Etappe: Felsberg – Flugplatz Mosenberg – Homberg (Efze), 19 km (Variante über Hesserode 17 km)
6. Etappe: Homberg (Efze) – Wildpark Knüll – Knüllköpfchen – Hauptschwenda – Neukirchen, 26 km
7. Etappe: Neukirchen – Wincherode – Hattendorf – Alsfeld, 19 km

## Hessenweg 2

Hessenweg 2

Heute bildet der Löwenweg auch einen Teil der 1982 bis 1984 ausgeschilderten Hessenwege, genauer den Nordteil des Hessenwegs 2, der aber auch im Ganzen als Löwenweg bezeichnet wird. Der Hessenweg 2 führt die Route des ursprünglichen Löwenweges ab Alsfeld über den Vogelsberg und Gelnhausen bis Hirschhorn am Neckar weiter und umfasst eine Strecke von 373 Kilometern oder 404 Kilometer laut Ausschilderung.